# Studio Ekran

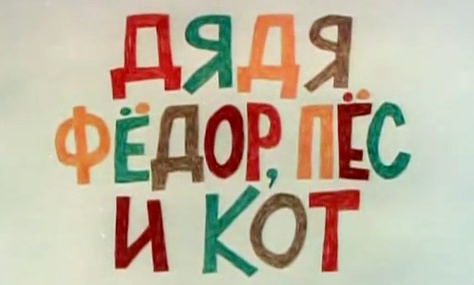
Titre du film Oncle Fedya, son Chien et son Chat, produit par Studio Ekran

Studio Ekran (en russe : Творческое объединение « Экран ») est un studio soviétique, puis russe, de production de films de télévision.
Fondé et établi à Moscou en 1967, il produisait des téléfilms, des mini-séries et des dessins animés. Le studio a arrêté ses activités en 1995.